# アジャリス
アジャリス（Allariz）は、スペイン・ガリシア州オウレンセ県のムニシピオ（基礎自治体）。コマルカ・デ・アジャリス＝マセーダに属する。ガリシア統計局によると、2013年の人口は6,056人（2012年：6,059人、2010年：5,910人、2009年：5,821人、2007年:5,506人、2006年:5,433人、2005年:5,351人、2004年:5,313人。2003年:5,216人）。住民呼称は、男女同形のallaricense、またはalaricano/-a。
ガリシア語話者の自治体人口に占める割合は96.12%（2001年）。

## 地理
アジャリスはオウレンセ県の中部に位置し、コマルカ・デ・アジャリス＝マセーダに属する。面積は86kmで、87の集落が点在し、16の教区に分かれている。自治体内の最高地点はペナマ山で海抜927mで、また、自治体内を東から西へとアルノヤ川が流れている。
アジャリスは北をタボアデーラと、南をライリス・デ・ベイガとビラール・デ・サントスと、東をパデルネ・デ・アジャリス、シュンケイラ・デ・アンビーアとサンディアスと、西をア・メルカとア・ボーラの各自治体と接している。自治体中心地区はサンティアーゴ・デ･アジャリス教区のアジャリス地区。
気候は内陸性の特徴を有する大西洋岸気候といえ、谷によって異なる。アルノヤ川と付近のリミア川流域一帯にはアンテラ湖群付近の草本植物と低木の植生である「ベイガ」、草地または耕地のモザイクである「トゥサ」およびヨーロッパナラとピレネーオークの「セベ」の3種類の生態系があり、2006年にユネスコの生物圏保護区に指定された。
主要な交通はマドリードとサンティアゴ・デ・コンポステーラを結ぶ国道525号線（N-525）とベナベンテとビーゴを結ぶ高速道路52号線（A-52）で自治体内を北西から南東へと横切っている。
アジャリスはオウレンセ司法管轄区に属す。

### 人口
住民は16の教区の86の地区（集落）に居住する。
| アジャリスの人口推移 1900－2010                         |
|                                                         |
| 出典:INE（スペイン国立統計局）1900年 - 1991年、1996年 - |

## 政治
現在の自治体首長は、2011年の自治体選挙の結果、絶対多数を獲得したガリシア民族主義ブロック（BNG）のフランシスコ・ガルシーア・スアレス（Francisco García Suárez）が担っている。
首長によって統括される、自治体政府委員会は現在ガリシア民族主義ブロックの9人の評議員によって占められている。自治体評議員数は13で、ガリシア民族主義ブロック：9、ガリシア国民党（PPdeG）：4となっている（2011年5月22日の自治体選挙結果、得票順）。
| 1999年6月13日自治体選挙 |        |        |          |
| 政党                    | 得票数 | 得票率 | 獲得議席 |
| BNG                     | 2,242  | 66.69% | 10       |
| PPdeG                   | 772    | 22.96% | 3        |
| EDEG-OV                 | 189    | 5.62%  | 0        |
| PSdeG-PSOE              | 128    | 3.81%  | 0        |

| 2003年5月25日自治体選挙 |        |        |          |
| 政党                    | 得票数 | 得票率 | 獲得議席 |
| BNG                     | 1,958  | 56.64% | 8        |
| PPdeG                   | 1,133  | 32.77% | 4        |
| PSdeG-PSOE              | 305    | 8.82%  | 1        |

| 2007年5月27日自治体選挙 |        |        |          |
| 政党                    | 得票数 | 得票率 | 獲得議席 |
| BNG                     | 2,492  | 66.79% | 9        |
| PPdeG                   | 938    | 25.14% | 3        |
| PSdeG-PSOE              | 252    | 6.75%  | 1        |

| 2011年5月22日自治体選挙 |        |        |          |
| 政党                    | 得票数 | 得票率 | 獲得議席 |
| BNG                     | 2,298  | 61.87% | 9        |
| PPdeG                   | 1,167  | 31.42% | 4        |
| PSdeG-PSOE              | 160    | 4.31%  | 0        |

## 歴史

### 起源
町の起源は、戦略的に重要な交通路が通るアルノイア川のほとりにあったカストロにさかのぼることができるが、詳しいことは分かっていない。スエビ王国時代については、たとえばAliaricoによって、あるいは西ゴート王国の国王Witiza（ウィティザ）の宮廷によってだとかの多くの言い伝えが残されている。
ただ、この時代について明確になっていることは、6世紀にAliaricoという名の騎士が、農業をおこなうためにこの地に定住し、Villa Aliarici（アリアリコの村）と名付けたということである。

### 中世
11世紀にガリシア・レオン王政支配下になり、その歴史的な役割が始まった。まず、11世紀にアフォンソ6世によって城塞と城壁の建設が命じられた。1132年から1140年までの間は、ポルトガル王国と切り離されたガリシア南部における、ポルトガルとの統合を目指す分離派の拡大に対しての戦争に費やされた。

## 名所・史跡
- サンタ・クラーラ修道院 - 1268年カスティーリャ王アルフォンソ10世の妃ビオランテによって創設された。

## 教区
アジャリスは16の教区に分けられる。太字は自治体中心地区のある教区。
- アジャリス（サンティアーゴ）
- アジャリス（サント・エステーボ）
- アウガス・サンタス（サンタ・マリーニャ）
- コエド（サンティアーゴ）
- オス・エスピニェイロス（サン・ブレイショ）
- フォルゴーソ（サンティアーゴ）
- メイレ（サンタ・マリーア）
- ケイロアス（サン・ブレイショ）
- レケイショ・デ・バルベルデ（サンタ・マリーア）
- サン・マメーデ・デ・ウロス（サン・マメーデ）
- サン・マルティーニョ・デ・パソ（サン・マルティーニョ）
- サン・トロカード（サン・トロカード）
- サン・ビトイロ・デ・メスキータ（サン・ビトイロ）
- サンタ・バイア・デ・ウロス（サンタ・バイア）
- セオアネ（サン・ショアン）
- トルネイロス（サン・ミゲル）

## 出身著名人
- アンショ・キンターナ（ガリシア語版）(1959-) : 政治家。ガリシア州副首相、ガリシア民族主義ブロック代表、アジャリス首長。